# Municipio de Ånge
Ånge (en sueco: Ånge kommun) es un municipio de la provincia de Västernorrland, Suecia, en la provincia histórica de Medelpad. Su sede se encuentra en la localidad de Ånge. El cruce ferroviario de Ånge se convirtió en una ciudad de mercado (köping) en 1947 y se separó de Borgsjö. En 1971 se fusionó junto a Haverö y Torp para formar el municipio actual.

## Localidades
Hay siete áreas urbanas (tätort) en el municipio:
| # | Tätort               | Población |
| - | -------------------- | --------- |
| 1 | Ånge                 | 2852      |
| 2 | Ljungaverk y Fränsta | 2119      |
| 3 | Lövånger             | 808       |
| 4 | Ullånger             | 762       |
| 5 | Torpshammar          | 460       |
| 6 | Selånger             | 334       |
| 7 | Alby                 | 327       |

## Demografía

### Desarrollo poblacional
| Gráfica de evolución demográfica de Ånge entre 1970 y 2019 |
|                                                            |
| Fuente: SCB                                                |

## Ciudades hermanas
Ånge esta hermanado o tiene tratado de cooperación con:
- Malvik, Noruega
- Oravais, Finlandia
- Ogre, Letonia
- Castel San Pietro Terme, Italia
- Beng, Laos